# Eukoenenia berlesei
Eukoenenia berlesei är en spindeldjursart som först beskrevs av Filippo Silvestri 1903.  Eukoenenia berlesei ingår i släktet Eukoenenia och familjen Eukoeneniidae.

## Underarter
Arten delas in i följande underarter:
- E. b. berlesei
- E. b. virginea